# Journalier

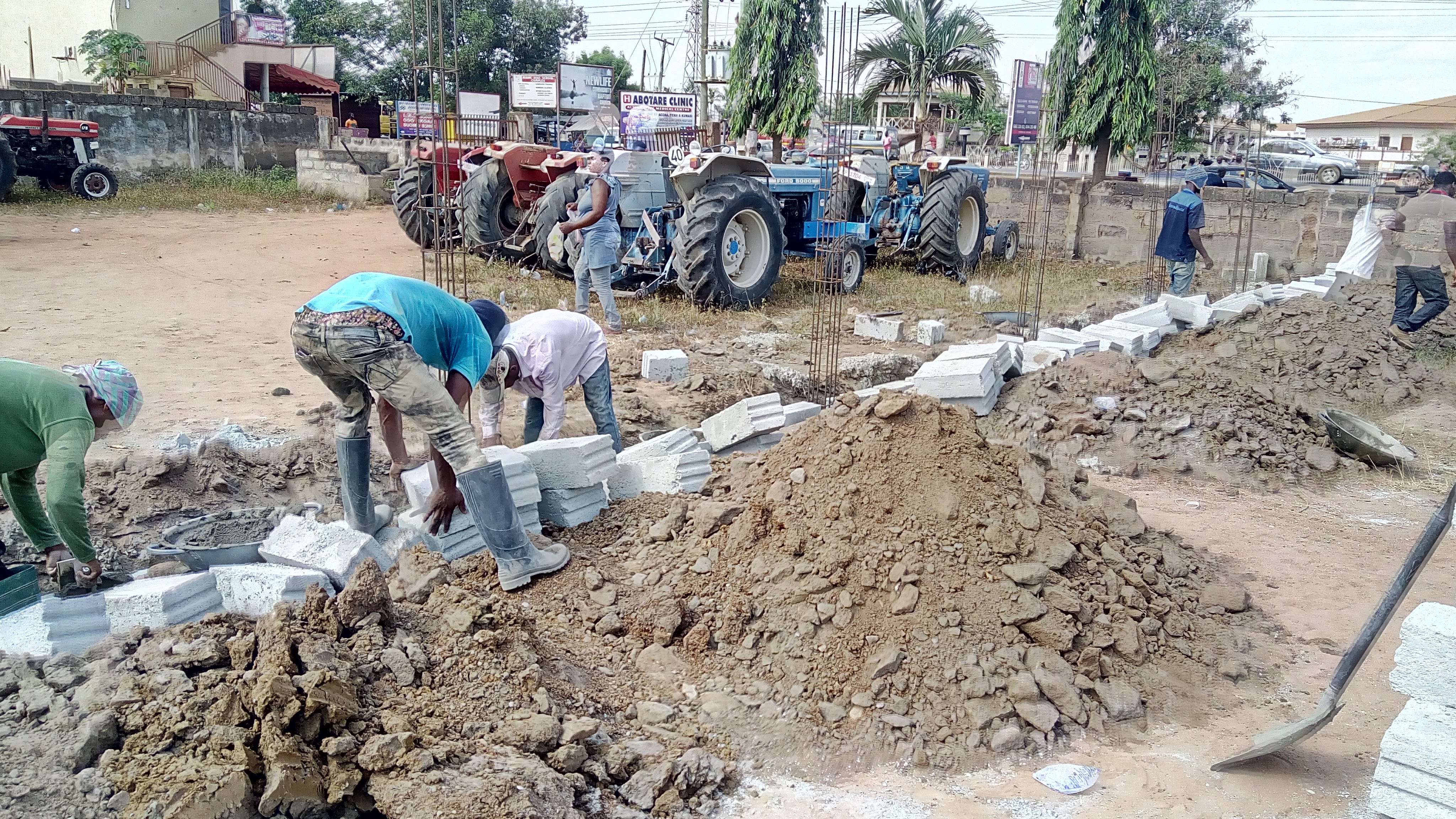
Journaliers au Ghana (2018).

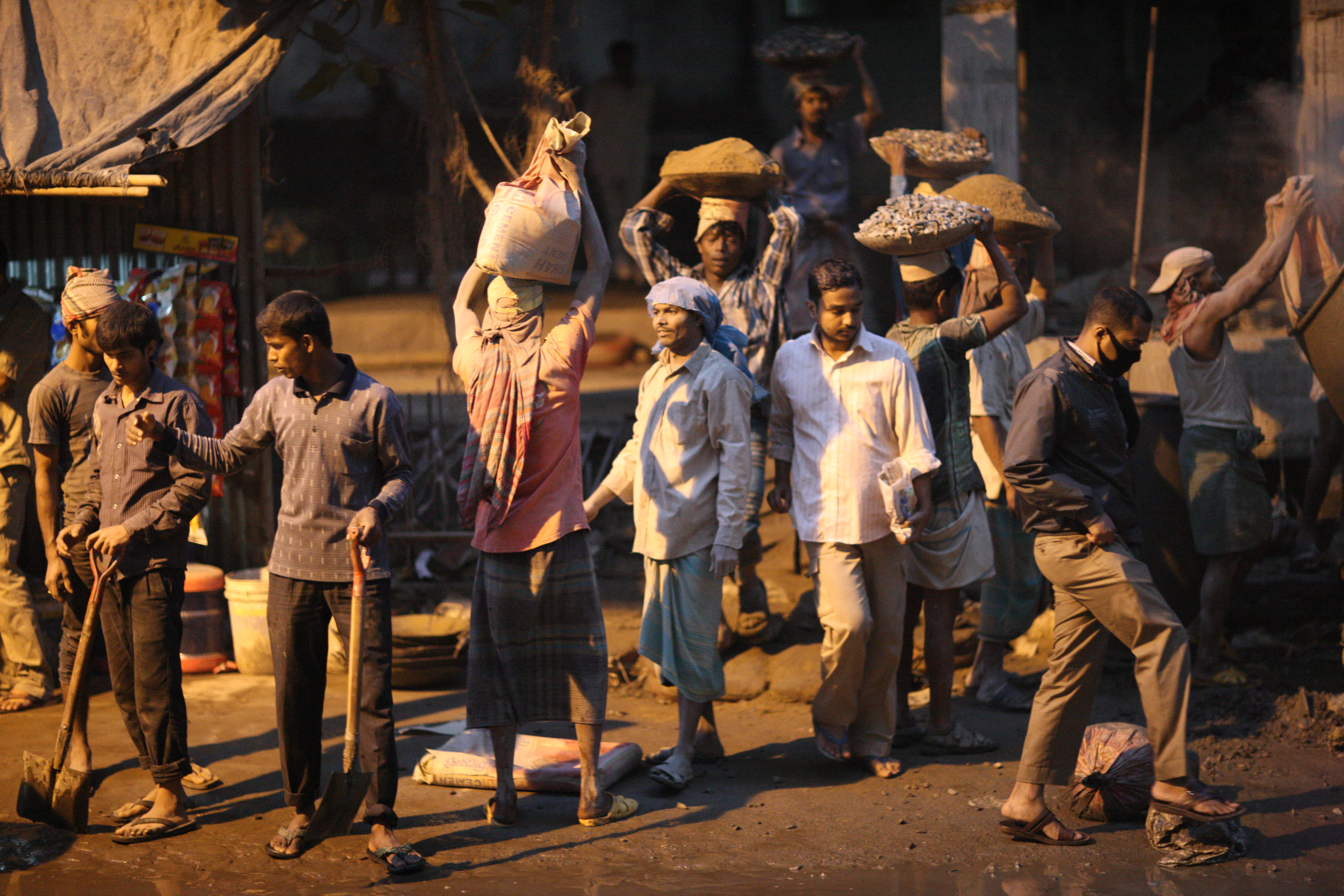
Ouvriers du bâtiment à Chittagong, Bangladesh.

« Journalier » désigne initialement dans le monde paysan (puis également citadin) un simple manœuvre ou manouvrier, c'est-à-dire un ouvrier manuel du lieu ou de la contrée, un habitant du pays ouvrier agricole éphémère que l'historiographie contemporaine mentionne communément en pauvre paysan louant sa force de travail à la journée auprès d'un maître de domaine ou d'une exploitation plus cossue, propriétaire ou fermier entrepreneurs de cultures ou d'élevage. En ce sens, le journalier se distinguait des groupes de saisonniers souvent étrangers ou des migrants divers, parfois recrutés pour des tâches similaires. Par extension, « journalier » pouvait également désigner un travailleur en milieu urbain recruté  à la journée ou à la tâche dans des métiers ouvriers (bâtiment, industrie…).
Les luttes sociales du XIXe et du début du XXe siècle, ainsi que la généralisation du salariat ont fait reculer le travail journalier, cependant aujourd'hui on le voit réapparaître sous la forme du statut d'auto-entrepreneur lorsque celui-ci travaille à la tâche pour des entreprises (par exemple dans le secteur de la livraison de repas à vélos), ou concernant les travailleurs du clic (micro-travail).

## Origine et signification du terme
Le mot français provient du latin médiéval « jornalerius », mot lui-même dérivé du terme polysémique « jornale », « jornalis ». Il ne faut pourtant retenir que les deux premières acceptions, soient le premier sens d'unité de superficie agraire, le jour, le journal ou la juchère médiévale, c'est-à-dire la journée de terre spécifique avec les tâches précises associées selon un calendrier déterminé, et surtout le second sens de travail exigé par un donneur d'ordre ou contraint après appel, c'est-à-dire une corvée si elle n'est pas rémunérée et est due régulièrement à un maître de domaine. 
L'origine du terme, caractéristique de la sévère hiérarchie sociale paysanne, n'implique pas une aide ou une recrue pour un « jour ouvrable », voire un ensemble de recrues locales susceptible d'aider « à la journée », mais un participant stipendié ou chichement récompensé pour effectuer les différentes tâches saisonnières étalonnées en jours ou journaux. 
La plupart des paysans modestes, hommes ou femmes, très souvent encore petits artisans, petits tisserands ou ouvriers du textile à demeure, colporteurs, bâteliers ou transporteurs en mauvaise saison, pouvaient se muer en journaliers des fermes et domaines proches, s'ils en avaient la carrure et l'endurance, une fois leurs propres travaux effectués. Certains étaient même des journaliers réguliers, familier d'un intendant de domaine ou d'un laboureur de village, présents à l'année ou requis habituellement pour un certain nombre de tâches. Certaines tâches de récolte étaient parfois effectuées si possible une partie de la nuit, ou en continu par des équipes successives.
Un journalier peut éventuellement « journoier », c'est-à-dire au choix travailler de jour (journéer), faire son labeur quotidien (chez lui ou chez ses proches parents), ou travailler à la journée chez un employeur. Ainsi Du Cange cite un « poure homme » nommé David Duval, qui tôt le matin, est « faucheur », puis « journéeur », puis « batteur en grange » en soirée, le plus souvent durant l'été. Le journalier (ou éventuellement sa famille) possède quelques biens fonciers sur le terroir habité, mais l'homme ou la femme de ce statut est obligé pour vivre décemment de louer sa force de travail (au sens marxiste) et souvent astreint à des corvées traditionnelles, domaniales ou seigneuriales.
Par extension de sens, ce terme était aussi employé en ville ou à la campagne pour des salariés qui étaient recrutés « à la journée » ou « à la pièce », voire pour une tâche précise, dans de nombreux métiers non agricoles (carrière, bâtiment, industrie, artisanat, etc.).

## Caractéristiques

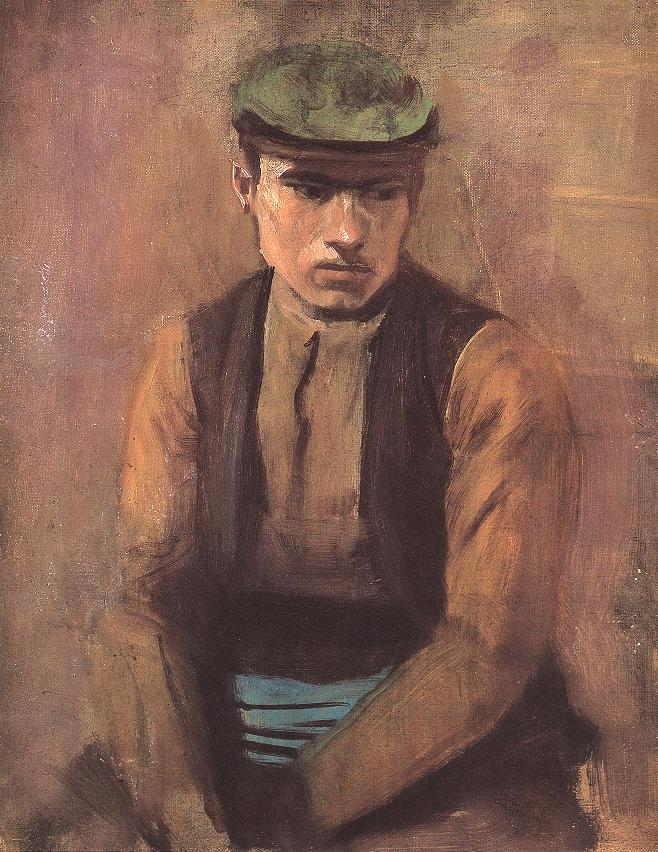
Journalier, peinture de László Mednyánszky.

Les termes de « brassier » (travailleur avec ses bras : voir, aux États-Unis, le programme Bracero) et « manouvrier » (terme qui a perduré avec « manœuvre ») ont un sens proche et désignent également des ouvriers agricoles pauvres ; les deux mots indiquent une personne qui loue sa force physique, ses bras ou ses mains, et qui donc ne possède pas de train de culture (outillages et charrue, attelage d'animaux de trait, bœufs, cheval ou mulet, mobiliers et bêtes d'élevage).
Les journaliers et manouvriers existaient aussi dans les villes, pratiquant une multitude de petits métiers et louant là leurs bras à la journée. Celui qui s’en sortait le mieux était celui qui réussissait à se faire embaucher régulièrement, même si les salaires étaient minimes.
Jean Jacquart a écrit : « Les conditions de vie du journalier citadin sont encore plus difficiles qu'au village. Entassés dans les faubourgs ou les quartiers les plus pauvres, ou relégués dans les galetas des étages supérieurs des maisons, ils glissent souvent vers la mendicité ou la délinquance. »[réf. nécessaire]
Journaliers, brassiers ou manouvriers, représentaient une part importante de la population et vivaient parfois, en absence de soutien familial ou de maison de solidarité, à la frange de la mendicité. En zone rurale, ils subsistaient grâce aux travaux agricoles d'appoint chez les laboureurs ou marchands fermiers mais grâce aussi à la filature de la laine, à l'artisanat ou au transport. Ils servaient encore de main-d'œuvre d'appoint dans le bâtiment, aidaient les bûcherons, fabriquaient des fagots, etc. Les femmes faisaient des lessives ou prenaient des enfants en nourrice.

### Au Québec
Au Québec, le terme journalier désigne une personne qui est engagée et rémunérée à la journée, sans signification spécifiquement agricole ; ainsi, on peut retrouver des « journaliers » (ou « manœuvres ») dans des usines ou des entrepôts aussi bien que dans des champs (où travaillent souvent des employés supplémentaires saisonniers).
L'unité de surface travaillée en un jour porte le nom de « jour » pour les champs labourés, de « faux » ou « fauchée » pour les prés ou d'« ouvrée » pour le bêchage de la vigne.

### En Italie
« Bracciante agricolo » (pluriel : braccianti[Information douteuse]) est un terme italien désignant un ouvrier, littéralement un brassier, qui travaille avec ses bras et est embauché pour du travail saisonnier occasionné par un accroissement ponctuel d'activité et nécessitant une plus grande quantité de main-d'œuvre pour une brève période de temps : cueillette de fruits, moisson de céréales et travaux extraordinaires à réaliser en un temps limité.
Les braccianti étaient nombreux au XIXe et au cours de la première moitié du XXe siècle, quand il existait encore le latifundium et que les machines agricoles étaient encore absentes.
Aujourd'hui le bracciante est largement utilisé pour les cultures nécessitant l'emploi d'une main-d'œuvre manuelle abondante et non encore mécanisée : oléiculture, floriculture, viticulture, etc..
Le terme « bracciante » provient du fait que la personne « offre ses propres bras » pour travailler dans les latifondo, terrain de propriété des latifondisti.

### Dans le monde en général
Une grande partie du salariat précaire peut être assimilé à l'ancien statut de journalier, dont les tâches élémentaires sont définies bien souvent indirectement par la technoscience contemporaine et les besoins domestiques des habitants les plus favorisés.